# Бордоська порода
Бордоська порода (фр. Bordelaise) — нечисленна порода великої рогатої худоби молочного напряму. Виведена на заході Франції, в околиціх міста Бордо (звідси назва). Племінну книгу відкрито у 1898 році. З 1960-х років порода вважалася зниклою, однак пізніше було віднайдено тварин цієї худоби.

## Історія
Порода була утворена, як припускається, схрещуванням місцевої худоби, що, можливо, мала домішку крові бретонської чорно-рябої худоби, з чорно-рябим молочним відріддям голландської худоби. Також є підтвердження того, що бордоська порода могла бути в минулому бретонською чорно-рябою, однак розвинулася в окрему породу в умовах кращої годівлі.
Худоба бордоської породи в минулому була значним джерелом для постачання свіжого молока і масла у місто Бордо. Крім того, гній корів використовувався як добрива для виноградників відомих виноробних районів Медок і Грав. Порода була широко розповсюджена у сільських районах навколо міста Бордо, однак не була численною і поголів'я породи, можливо, ніколи не перевищувало 4000 голів. У 1958 році налічувалося лише 700 голів, зосереджених у районі Мердок, а у 1960-х рока порода вважалася зниклою. Кілька тварин бордоської породи було знайдено між 1985 і 1990 роками і породу було відновлено.

## Опис
Масть тварин переважно чорна, інколи червона. На тулубі, зокрема спині і задній частині, є ділянки з білим забарвленням. Тварини середнього розміру. Зріст бугаїв становить 135 см, корів — 130—135 см. Жива маса бугаїв становить 700—900 кг, корів — 600 кг. Молоко корів доброї якості.
У генотипі сучасних тварин бордоської худоби присутні гени фризького відріддя голландської породи і, можливо, породи лімузин.

## Поширення
Порода є дуже нечисленною. Розводять її на заході Франції. Станом на 2010 рік налічувалося загалом лише 87 корів цієї породи, які утримувалися у господарствах 31 власника.

## Виноски
1. 1 2 3 4 5 6 7  Bordelaise. // Valerie Porter, Lawrence Alderson, Stephen J.G. Hall, D. Phillip Sponenberg (2016). Mason's World Encyclopedia of Livestock Breeds and Breeding [Архівовано 21 грудня 2016 у Wayback Machine.] (sixth edition). Wallingford: CABI. — P. 135—136. ISBN 9781780647944. (англ.)
2. ↑  Race bovine Bordelaise. Сайт "AgroParisTech" http://www.agroparistech.fr. septembre 2007. Архів оригіналу за 14 травня 2017. Процитовано грудень 2016. {{cite web}}: Зовнішнє посилання в |work= (довідка) [Архівовано 14 травня 2017 у Wayback Machine.] (фр.)